# Mariano Akerman
Pour les articles homonymes, voir Akerman.

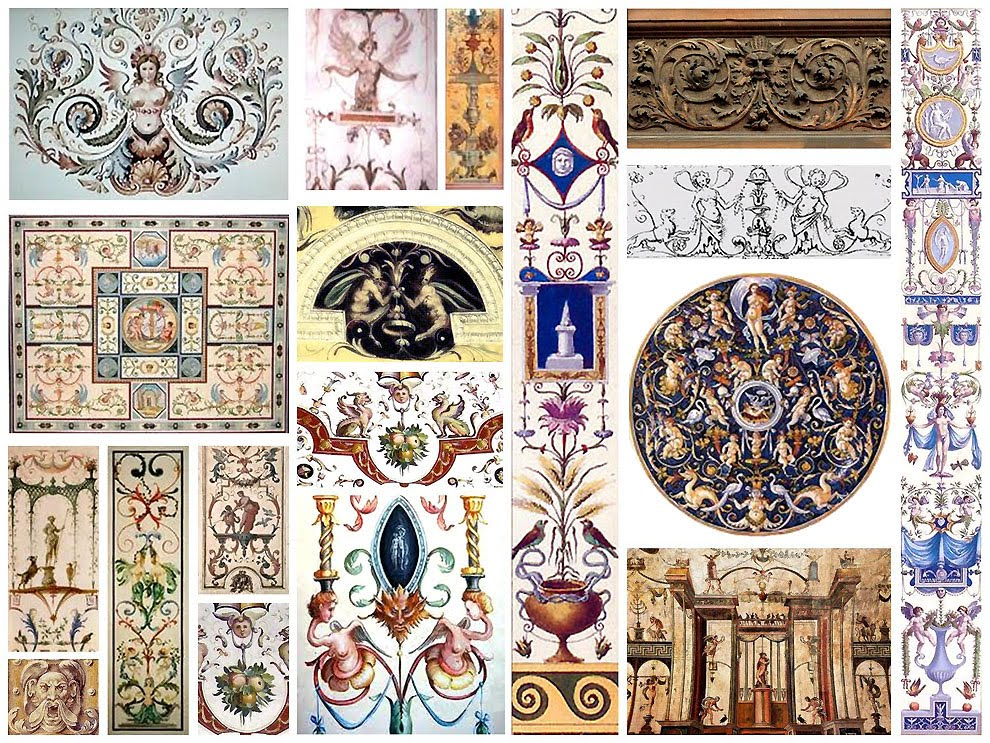
Art grotesque. Motifs d'ornementation grotesque à la Renaissance.

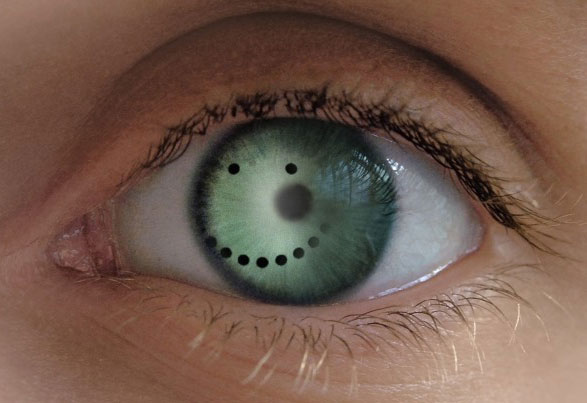
Psychologie de la forme

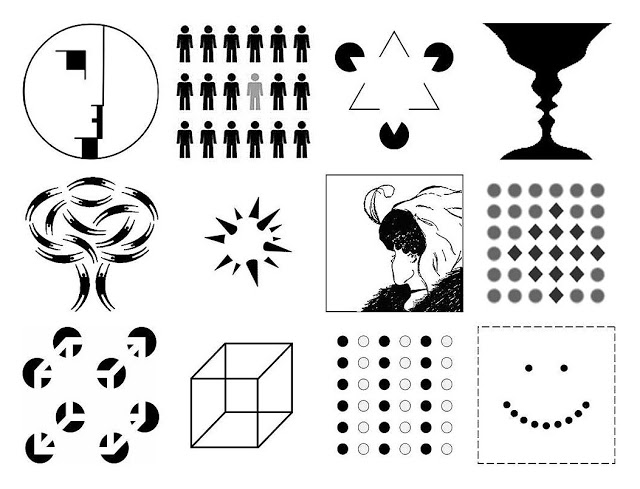
Lois de la Gestalt

Mariano Akerman est un peintre et un historien d’art. Né à Buenos Aires, en Argentine, en 1963, Mariano Akerman a étudié à l’École d’Architecture de l’Université de Belgrano et y a validé sa formation en 1987 avec un projet sur les limites et l’espace en architecture moderne.
À l’étranger, depuis 1991, il a orienté ses recherches sur l’œuvre du peintre Francis Bacon et sur celle de l’architecte Louis I. Kahn.

## Conférences
Mariano Akerman a présenté une série de conférences éducatives sur l’œuvre du naturaliste suédois Carl von Linné (2007). Par ailleurs, il a aussi développé des autres séries de conférences intitulées :
- La contribution belge aux arts visuels (2005)[6]

- À la découverte de l’art belge (2008-9)[7]

- Raisons d’être : art, liberté et modernité (2010)[8]

- Art allemand (2010)[9] - brochure

- Forme et signification (2011)[10]

- Gestalt : Théorie et design dans l’Âge de la Nouvelle Objectivité (2011)[11] - brochure

- L’art français moderne (2011)[12]

- Art et identité (2013)[13]

- Patrimoine et identité: la récupération de la mémoire et la formulation de l'identité (2014)[14]

- Programme Vesalius Rio: Anatomie d'Art (2015)[15]

- Tradition et innovation: rencontre avec les arts visuelles (2017-18)[16]

Akerman : « L’art moderne doit beaucoup à la France dans la mesure où c’est dans ce pays qu’il est apparu et s’est développé. Sous la devise française « Liberté, Égalité, Fraternité », beaucoup d’artistes ont pu s’exprimer avec originalité. À Paris, des artistes locaux et d’autres d’origines diverses travaillent ensemble et créent un art libre, au point où le vocable d’art moderne est presque devenu synonyme d’art français. L’expression française raison d’être signifie autant une raison pour laquelle vivre qu’une raison pour laquelle exister. Mais dans l’art cohabitent tant de raisons. Aussi le cycle de conférences sur l’art, la liberté et la modernité parte-t-il des Raisons d’être, au pluriel. »
Spécialiste en communication visuelle, Akerman est un éducateur expérimenté s’intéressant particulièrement à l’art moderne au sujet duquel il a donné des conférences dans des institutions renommées telles que le Musée national des beaux-arts à Buenos Aires et le Musée national des Philippines à Manille.
Selon l'écrivaine anglo-pakistanaise Sara Mahmood, il construit des ponts entre les cultures dispersées tout autour du monde.

## Expositions personnelles
Mariano Akerman expose ses peintures et collages depuis 1979. Il a reçu plus de douze prix et distinctions internationales.
- 1986 Galerie RG, Buenos Aires[22]
- 1988 Université de Belgrano, Buenos Aires[23]
- 1989 Fondation culturelle Banque de Boston, Buenos Aires[24]
- 1990 Centre culturel Général San Martin, Buenos Aires[25]
- 2005 Musée national des Philippines, Manille[26]
- 2005 Galerie Total, Alliance française de Manille[27]
- 2010 Résidence de la Belgique, Islamabad[28]
- 2016 Alcazar–Copacabana, Rio de Janeiro[29]

## Écrits et essais analytiques
- 2018. « Jadis et aujourd'hui: art et identité dans le pays du lait et du miel »[30]
- 2019. « Les origines du Temple de la Liberté à Buenos Aires, 1860-1932 »[31]
- 2020. « Une pièce d'orfèvrerie syncrétique »[32]
- 2021. « L'héritage fascinant d'Henri Stein »[33]
- 2022. « Le rayonnant Tétragramme du peuple hébreu »[34]
- 2023. « Tradition et innovation: signes d'identité et d'intégration de la première synagogue métropolitaine d'Argentine »[35]